# Azelus erythropalpus
Azelus erythropalpus är en stekelart som först beskrevs av Gmelin 1790.  Azelus erythropalpus ingår i släktet Azelus och familjen brokparasitsteklar. Arten är reproducerande i Sverige. Inga underarter finns listade.